# باول كيربي
باول كيربي (بالإنجليزية: Paul Kirby)‏ هو نقابي وسياسي أسترالي، ولد في 27 فبراير 1966. حزبياً، نشط في حزب العمال الأسترالي. وقد انتخب عضو الجمعية التشريعية للإقليم الشمالي ‏ عن دائرة Electoral division of Port Darwin ‏ (27 أغسطس 2016 – ).